# Programski jezik niske razine
U računarstvu, programski jezik niske razine ili niži programski jezik je jezik koji pruža malo ili nimalo apstrakcija računalovog mikroprocesora. Sintagma "niske razine" ne implicira da je jezik inferiorniji programskim jezicima visoke razine, već prije da se odnosi na malu ili nepostojeću količinu apstrakcije između jezika i strojnog jezika. Zbog te su činjenice jezici niske razine često opisani kao "bliski sklopovlju".
Nazivi "visoke razine" i "niske razine" su također korišteni relativno - Java programer može smatrati C jezikom niske razine.
Programski jezici niske razine se ponekad dijele u dvije kategorije: prva generacija i druga generacija

## Prva generacija
Programski jezik prve generacije, ili 1GL (od engl. 1st generation language), je strojni kod. To je jedini jezik kojeg mikroprocesor nativno može razumjeti. Trenutno programeri nikad ne pišu programe izravno u strojnom kodu jer on, ne samo da (poput asemblerskog jezika) zahtijeva brigu o brojnim detaljima kojima jezik visoke razine automatski upravlja, već i zahtijeva pamćenje i pretragu numeričkih kodova za svaku korištenu strojnu instrukciju, koja bi u asemblerskom jeziku bila napisana na čitljiviji način poput "ADD ECX, KAMATA" ili "RET".

## Druga generacija
Programski jezik druge generacije, ili 2GL (od engl. 2nd generation language), je asemblerski jezik. Smatra se jezikom druge generacije jer, iako nije nativni jezik mikroprocesora, programer u asemblerskom jeziku još uvijek mora razumjeti jedinstvenu arhitekturu mikroprocesora (poput njegovih registara i instrukcija).

## Citati
A programming language is low level when its programs require attention to the irrelevant.
— Humoristični epigram iz članka Alana Perlisa Epigrams on Programming.